# Ctenanthe lubbersiana
Ctenanthe lubbersiana là một loài thực vật có hoa trong họ Marantaceae. Loài này được (E.Morren) Eichler ex Petersen mô tả khoa học đầu tiên năm 1890.